# John Reed
John Reed (Portland, 22 ottobre 1887 – Mosca, 17 ottobre 1920) è stato un giornalista e attivista statunitense. 
Definito da Trockij "un uomo che sapeva vedere e ascoltare", è conosciuto in particolare per la sua narrazione dei giorni della rivoluzione d'ottobre, nel libro I dieci giorni che sconvolsero il mondo.

## Biografia

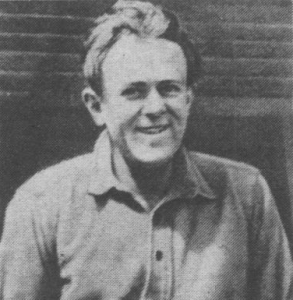
John Reed

Nasce da una famiglia benestante e socialmente affermata a Portland, nell'Oregon. Compie i suoi studi alla Harvard, dove inizia a scrivere racconti e poesie e si laurea nel 1910.
Dopo la laurea John Reed viaggia per alcuni mesi in Europa, visitando Inghilterra, Francia e Spagna. Al suo ritorno in America si stabilisce a New York, dove inizia a collaborare a vari giornali (American Magazine, The Masses, Metropolitan Magazine) e pubblica la sua prima raccolta di poesie (Sangar, 1913). In quegli anni entra in contatto con gli "Industrial Workers of the World", un'organizzazione operaia internazionalista (fondata a Chicago nel 1905) ed è partecipe testimone delle lotte dei lavoratori nella metropoli statunitense.
Reed si accosta alla lotta dei lavoratori durante lo sciopero dei setifici di Paterson, nel New Jersey, nel 1913. I leader degli IWW che dirigono lo sciopero tentano il coinvolgimento degli intellettuali radicali di New York e Reed è arrestato mentre assiste allo sciopero e trascorre quattro giorni in carcere (in quei giorni vengono arrestati più di 2.300 operai). Nel 1914 viaggia in Messico come corrispondente del Metropolitan: per quattro mesi segue l'esercito di Pancho Villa. Il volume Il Messico insorge (Insurgent Mexico, 1914) è un'appassionata testimonianza della rivoluzione messicana. Nell'aprile del 1914, di ritorno dal Messico, è in Colorado per seguire gli scioperi dei minatori, sfociati in una serie di violenti conflitti con a tratti le proporzioni di una vera e propria guerra civile.
Reed giunge in Colorado subito dopo il massacro di Ludlow (20 aprile), in cui la polizia privata dei proprietari delle miniere (la Rockefeller's Colorado Fuel and Iron Company) era giunta a mitragliare e a incendiare le tende degli scioperanti, uccidendo uomini, donne e bambini. Di questa strage Reed scrive in un suo famoso articolo per il Metropolitan, La guerra del Colorado. Subito dopo lo scoppio della prima guerra mondiale, parte per l'Europa come corrispondente dei giornali Metropolitan Magazine e The Masses, scrivendo reportage dai fronti di guerra in Germania, Russia, Serbia, Romania e Bulgaria. Alcuni dei suoi articoli vengono però censurati, in quanto considerati "disfattisti".
Nel settembre del 1914 così conclude l'articolo The traders' war (apparso su The Masses): "Noi Socialisti dobbiamo sperare - possiamo perfino attenderci - che da questo orrore di spargimento di sangue e terribile distruzione scaturiranno cambiamenti sociali di grande portata, ed un enorme passo in avanti verso un traguardo di pace fra gli uomini. Ma non dobbiamo farci ingannare da questa chiacchiera editoriale sul Liberalismo che avanza nella Guerra Santa contro la Tirannia. Questa non è la nostra guerra." Costretto a ritornare negli Stati Uniti d'America per motivi di salute, dall'aprile all'ottobre del 1915 è nuovamente in Europa, insieme al disegnatore canadese Boardman Robinson.
Il viaggio inizia a Salonicco: attraversano quindi la Serbia devastata dalle epidemie, la Romania, la Polonia, giungendo fino a Pietrogrado e Mosca. I resoconti di questo secondo viaggio nell'Europa in guerra compaiono nel libro La guerra nell'Europa Orientale - 1915 (pubblicato nel 1916). Tornato in patria, Reed è oramai uno dei più apprezzati e meglio pagati reporter. Scrive articoli e tiene conferenze contro la guerra ed il coinvolgimento degli Stati Uniti d'America. Le sue prese di posizione gli costano l'isolamento degli intellettuali liberali presi oramai dal fervore nazionalistico. All'inizio del 1917, Reed sposa la giornalista Louise Bryant. Nell'autunno parte con la moglie per Pietrogrado, spinto dall'ansia di osservare da vicino quegli eventi rivoluzionari che avevano portato alla caduta dello zarismo ed alla nascita dei consigli operai (i Soviet).
Nell'ottobre egli è quindi testimone degli avvenimenti rivoluzionari: il suo libro I dieci giorni che sconvolsero il mondo (1917) è una delle più diffuse e affascinanti cronache della Rivoluzione russa. Lenin stesso raccomandò la sua lettura "senza riserve agli operai di tutto il mondo". Nel 1918 rientra negli USA, dove partecipa alla fondazione del Communist Labor Party, dichiarato immediatamente illegale dalle autorità statunitensi. Lavora per il giornale di sinistra The Liberator. L'anno successivo ritorna a Mosca, e partecipa al II Congresso dell'Internazionale Comunista e al Congresso dei popoli orientali a Baku. Al ritorno di quel viaggio muore di tifo a Mosca, il 17 ottobre 1920, all'età di 33 anni. Viene sepolto con tutti gli onori sotto le mura del Cremlino.

## Opere
- Sangar, Riverside, Conn., 1913
- The Day in Bohemia, or Life Among the Artists, New York, 1913
- Insurgent Mexico, New York, 1914
- The War in Eastern Europe, Charles Scribner's Sons, New York, 1916
- Tamburlaine, Bursch, Riverside, Conn., 1917
- Ten Days That Shook the World, Boni and Liverlight, New York, 1919
- Daughter of the Revolution, Vanguard Press, New York 1927
- Almost Thirty: Autobiograohy, in New Republic, 15 e 24 aprile 1936
- The education of John Reed. Selected Writings, International, New York, 1955
- An Anthology of John Reed, Progress, Moscow, 1966
- The Complete Poetry of John Reed, Pine Hill, Vermont, 1973
- John Reed for The Masses, McFarland, Jefferson, N.C., 1987
- John Reed and the Russian Revolution: uncollected articles, letters and speeches on Russia, 1917-1920, St. Martin Press, New York 1992
- The Collected works of John Reed, Modern Library, New York 1995

### Opere tradotte in italiano
- Avventura & Rivoluzione, Arcana Editrice, Roma, 1977
- Il Messico insorge, Einaudi, 1979
- I dieci giorni che sconvolsero il mondo, Rizzoli, 1980
- La guerra nell'Europa orientale - 1915, edizioni Pantarei, Milano, 1997
- Red America. Lotta di classe negli Stati Uniti (a cura di Mario Maffi), Nova Delphi, Roma, 2012
- John Reed, I dieci giorni che sconvolsero il mondo, Milano, Rizzoli Editore, 1980, ISBN 978-88-6596-307-4.

## Trasposizioni cinematografiche
- Reds, film del 1981 con Warren Beatty, Diane Keaton e Jack Nicholson, basato sulla sua vita; vinse tre Premi Oscar ed ottenne altre nove candidature.
- Messico in fiamme, film del 1981 di Sergej Bondarčuk, con Franco Nero nella parte di John Reed. È la prima parte della serie sulla vita del giornalista statunitense, completata dal successivo I dieci giorni che sconvolsero il mondo.[2]
- I dieci giorni che sconvolsero il mondo: film del 1982 con Franco Nero, Sydne Rome e Bohdan Stupka; regia di Sergej Bondarčuk; coproduzione Italia-URSS.